# Amatori Modena 1945 2018-2019
Questa voce raccoglie le informazioni riguardanti l'Amatori Modena 1945 nelle competizioni ufficiali della stagione 2018-2019.

## Maglie e sponsor
| 1ª divisa | 2ª divisa |

## Organico

### Giocatori
Rosa e numerazione, tratte dal sito internet ufficiale della Federazione Italiana Sport Rotellistici, aggiornate alla stagione 2018-2019.
| N° | Naz.              | Ruolo | Sportivo           |  |  |  |
| -- | ----------------- | ----- | ------------------ |  |  |  |
| 1  | Italia (bandiera) | P     | Andrea Lucchi      |  |  |  |
| 6  | Italia (bandiera) | E     | Vincenzo Siberiani |  |  |  |
| 8  | Italia (bandiera) | E     | Davide Ferri       |  |  |  |
| 9  | Italia (bandiera) | E     | Stefano Scutece    |  |  |  |
| 10 | Italia (bandiera) | E     | Filippo De Tommaso |  |  |  |
| 13 | Italia (bandiera) | E     | Andrea Poli        |  |  |  |
| 17 | Italia (bandiera) | E     | Andrea Beato       |  |  |  |
| 22 | Italia (bandiera) | E     | Gianpiero Capalbo  |  |  |  |
| 79 | Italia (bandiera) | P     | Luca Moncalieri    |  |  |  |
| 83 | Italia (bandiera) | E     | Simone Gallo       |  |  |  |

### Staff tecnico
- 1º Allenatore:  Adrian Enriquez
- 2º Allenatore:  Toto Batías
- Meccanico: